# Urzeala tronurilor (sezonul 7)
Urzeala tronurilor este un serial de televiziune de fantezie medievală produs de HBO pe baza scrierilor lui George R. R. Martin cu același nume. Sezonul al șaptelea a avut premiera la 16 iulie 2017  și este programat să se termine șase săptămâni mai târziu la 27 august 2017. Spre deosebire de sezoanele anterioare care sunt formate din 10 episoade, acest sezon conține doar 7 episoade.

## Episoade
| Nr. în serial | Nr. în sezon | Titlu                                         | Regizat de     | Scris de                    | Data difuzării | SUA telespectatori (milioane) |
| ------------- | ------------ | --------------------------------------------- | -------------- | --------------------------- | -------------- | ----------------------------- |
| 61            | 1            | „Piatra Dragonului” „Dragonstone”             | Jeremy Podeswa | David Benioff & D. B. Weiss | 16 iulie 2017  | 10,11                         |
| 62            | 2            | „Născută din Furtună” „Stormborn”             | Mark Mylod     | Bryan Cogman                | 23 iulie 2017  | 9,27                          |
| 63            | 3            | „Dreptatea reginei” „The Queen's Justice”     | Mark Mylod     | David Benioff & D. B. Weiss | 30 iulie 2017  | 9,25                          |
| 64            | 4            | „Pradă de război” „The Spoils of War”         | Matt Shakman   | David Benioff & D. B. Weiss | 6 august 2017  | 10,17                         |
| 65            | 5            | „Rondul de Est” „Eastwatch”                   | Matt Shakman   | Dave Hill                   | 13 august 2017 | 10,72                         |
| 66            | 6            | „Dincolo de Zid” „Beyond the Wall”            | Alan Taylor    | David Benioff & D. B. Weiss | 20 august 2017 | 10,24                         |
| 67            | 7            | „Dragonul și Lupul” „The Dragon and the Wolf” | Jeremy Podeswa | David Benioff & D. B. Weiss | 27 august 2017 | 12,10                         |